# Hypercompe albicollis
Hypercompe albicollis är en fjärilsart som beskrevs av Charles Oberthür 1881. Hypercompe albicollis ingår i släktet Hypercompe och familjen björnspinnare. Inga underarter finns listade i Catalogue of Life.